# Nordmarks kyrka

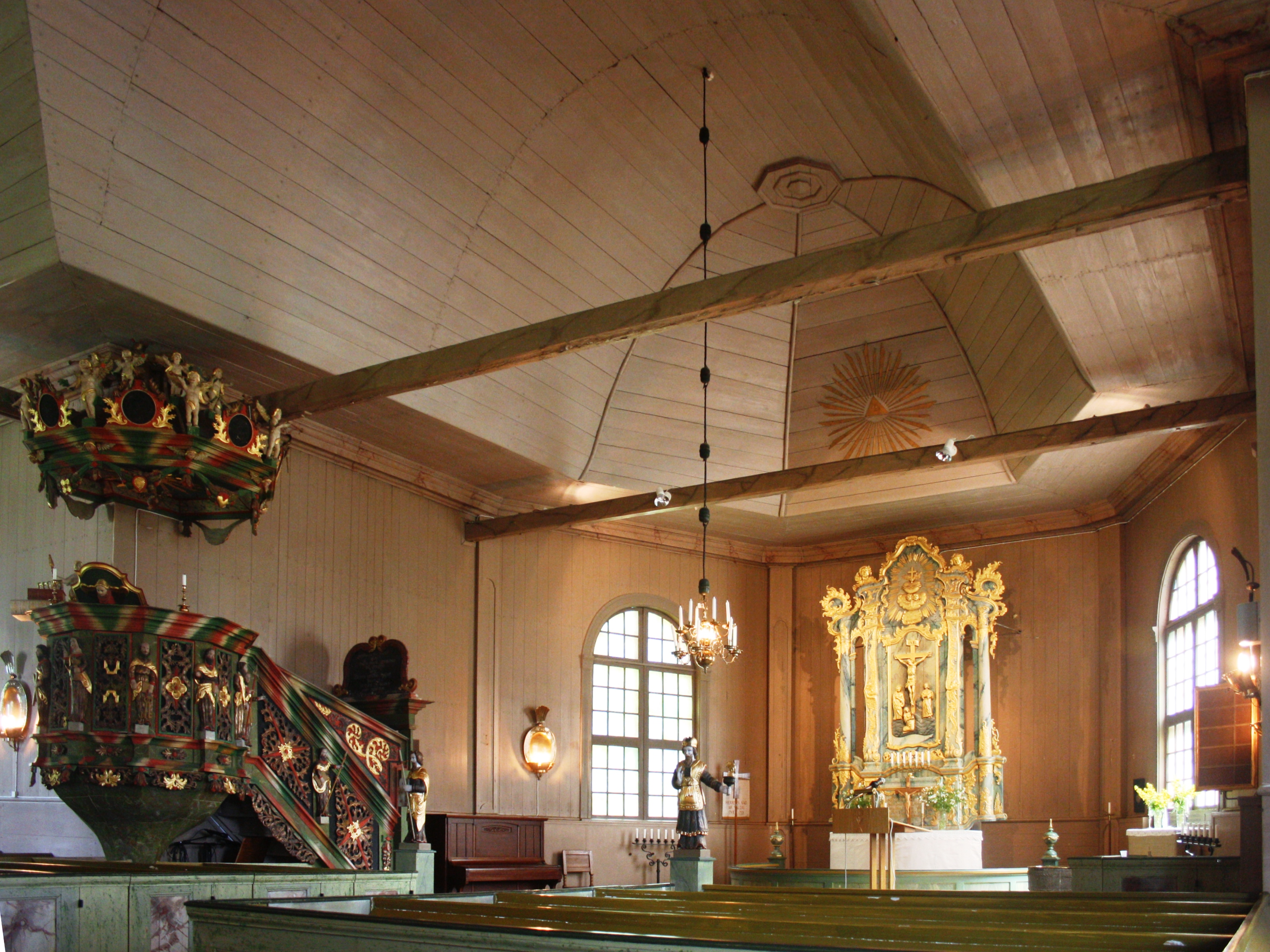
Kyrkorum

Nordmarks kyrka är en kyrkobyggnad som tillhör Filipstads församling i Karlstads stift. Kyrkan ligger i samhället Nordmark i Filipstads kommun.

## Kyrkobyggnaden
Korskyrkan uppfördes 1727-1731 under ledning av byggmästare J. Junger och är den första kyrkan på platsen. 1731 invigdes träkyrkan även om mycket återstod att bygga. 1740 var innertaket klart och 1766 kom bänkinredningen på plats.
Kyrkan har en stomme av liggtimmer och består av långhus med tresidigt kor i öster. Korsarmar sträcker sig ut åt norr och söder. Öster om koret finns en vidbyggd sakristia som tillkom 1744. Vapenhus finns vid västra, södra och norra sidan. Alla tre vapenhusen tillkom 1760. Ytterväggarna är klädda med rödmålad stående träpanel, medan yttertaket är klätt med tjärade takspån av trä.
Mitt för kyrkans västra huvudingång står en klockstapel som är samtida med kyrkan. Klockstapelns nederdel fungerar som stiglucka.

## Inventarier
- Dopfunten av täljsten härstammar från 1200-talet.
- Predikstolen i barockstil är tillverkad 1758-1759 av Isak Schullström.
- Två skulpturer föreställande Mose och Aron är tillverkade 1759 av Isak Schullström.
- Orgeln byggdes 1880 av Setterquist & son och hade från början nio stämmor. 1950 byggdes orgelverket om till 23 stämmor av Nils Hammarberg i Göteborg.

## Bildgalleri

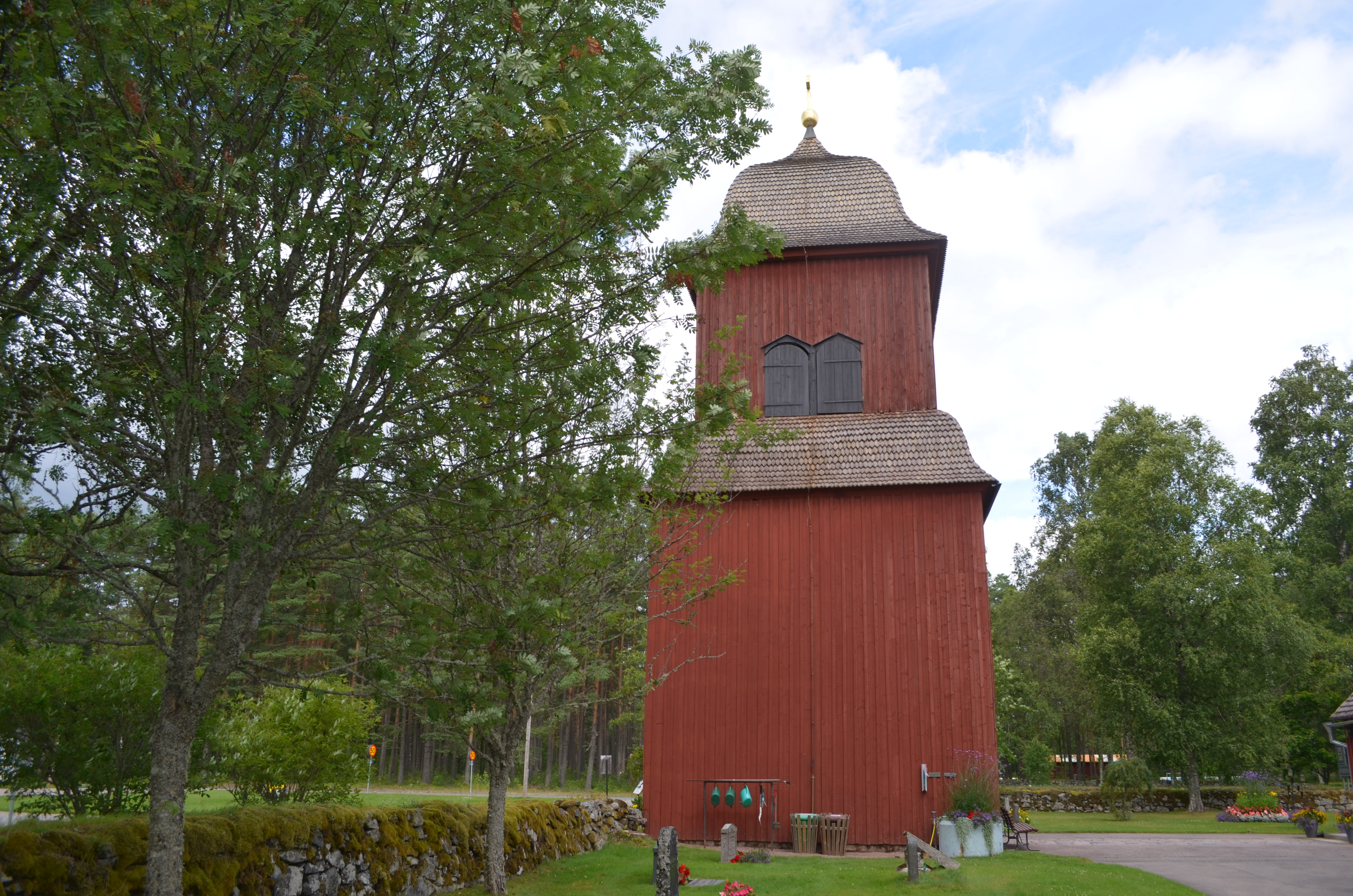
Nordmarks kyrkas klockstapel
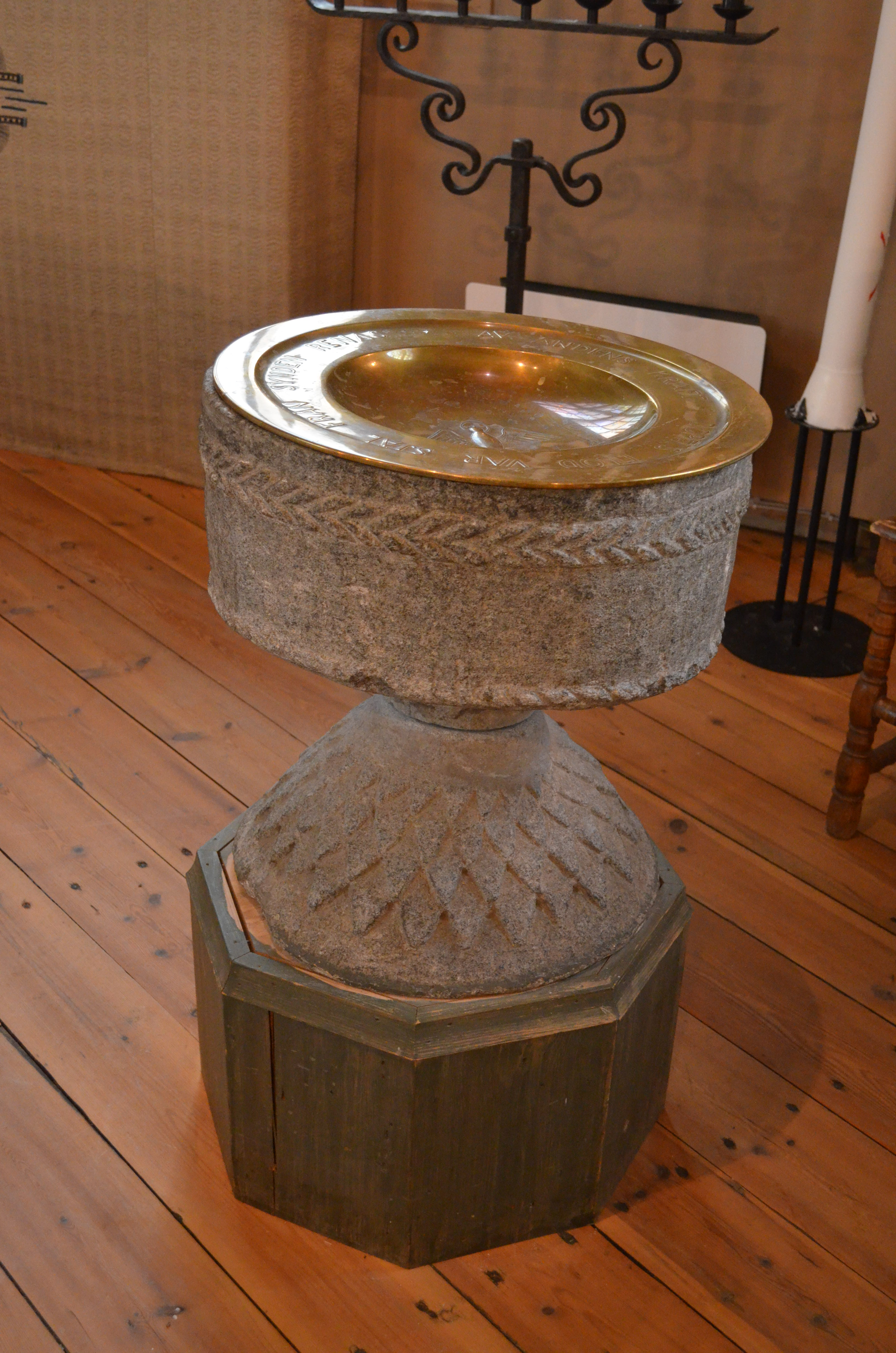
Nordmarks kyrkas dopfunt
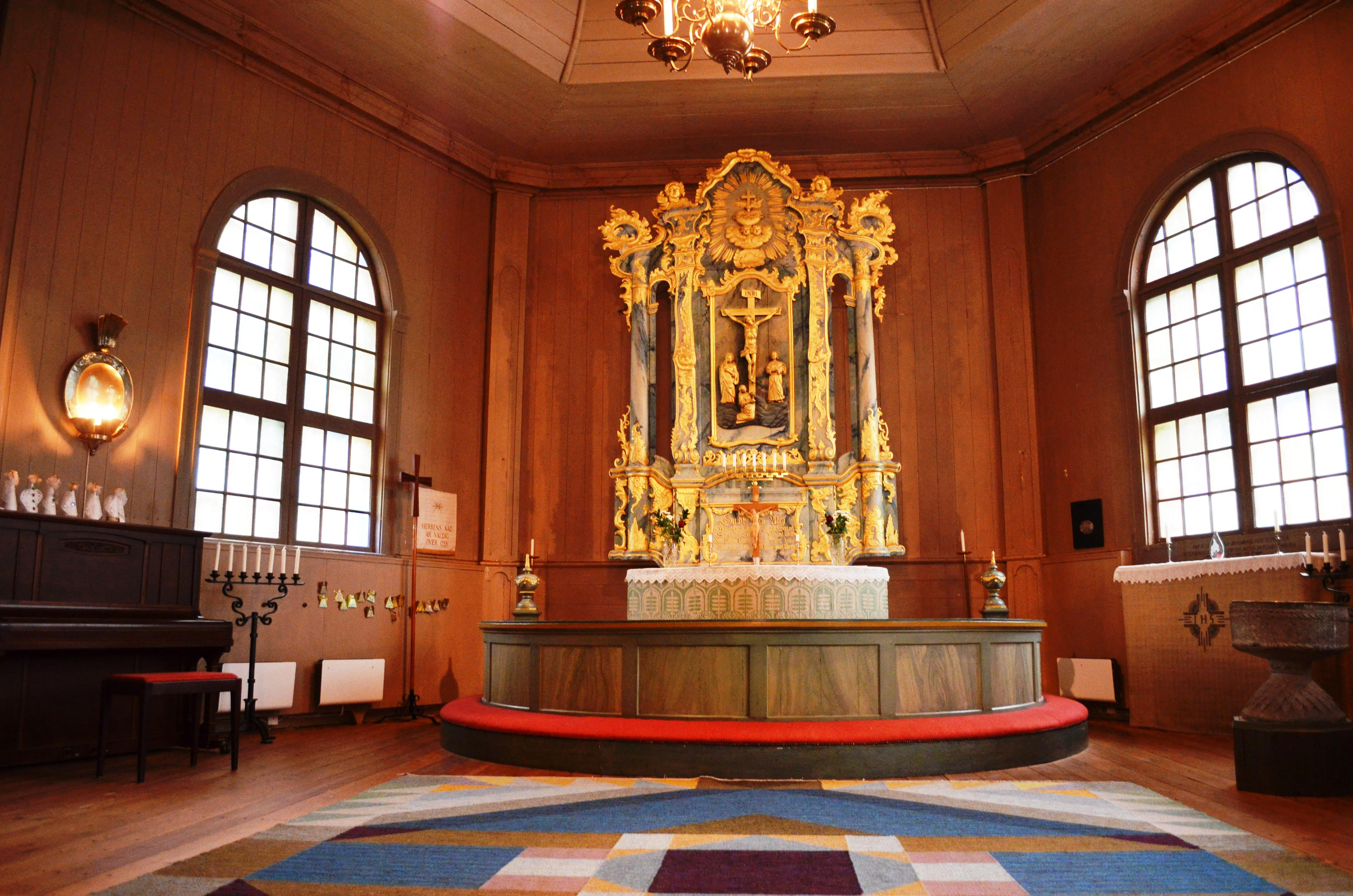
Nordmarks kyrkas altare
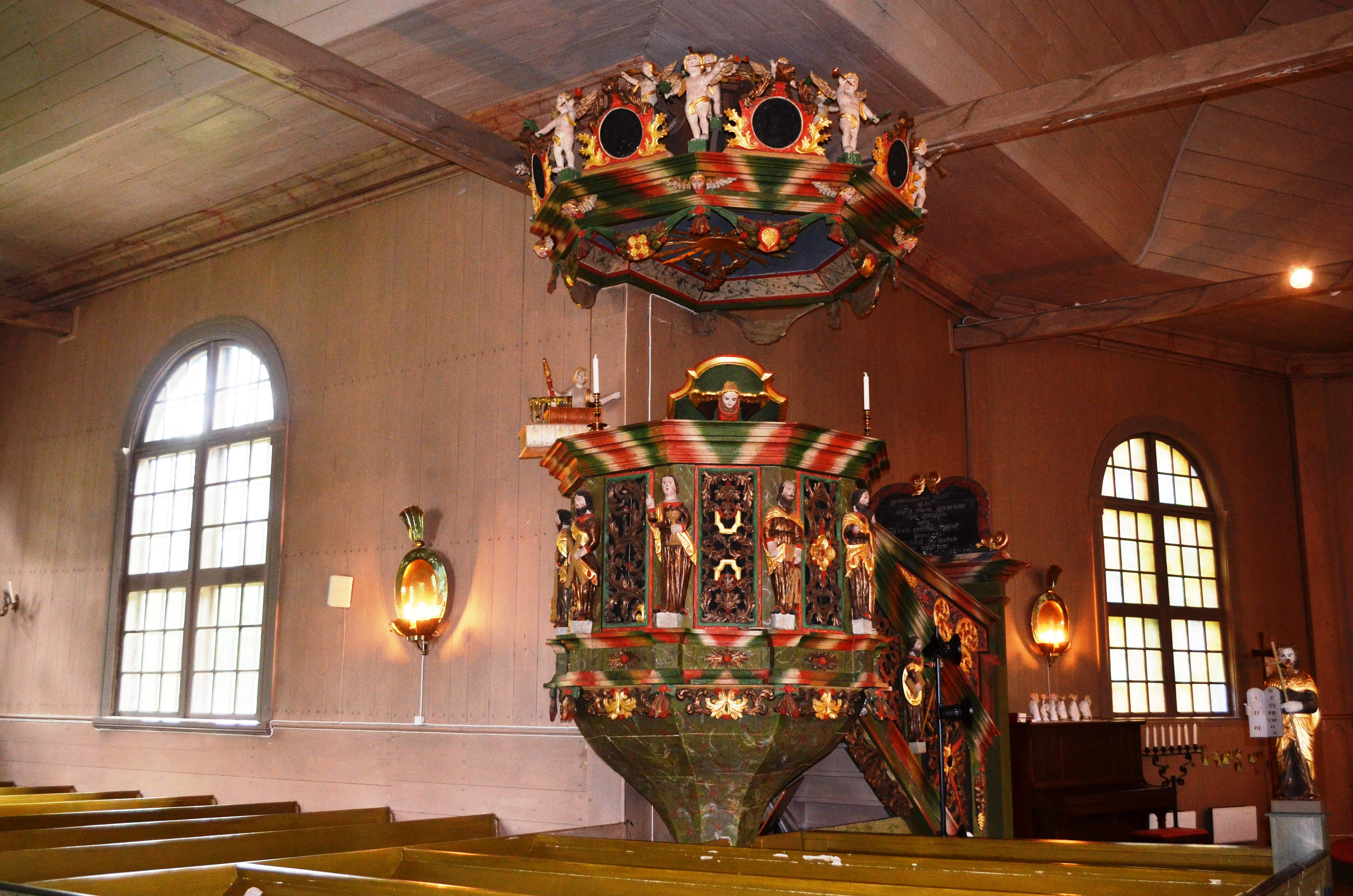
Nordmarks kyrkas predikstol

### Webbkällor
- Kyrkor i Karlstads stift Del I, Utgiven av Värmlands Museum och Karlstads stift, 2008, ISBN 91-85224-71-5
- byggnadspresentation
- anläggningspresentation
- Wikimedia Commons har media som rör Nordmarks kyrka.